# Le Roi lion 3
Pour les articles homonymes, voir Lion (homonymie).
Série
Le Roi lion 2
(1998) La Garde du Roi lion
(2016)
Pour plus de détails, voir Fiche technique et Distribution.
Le Roi lion 3 : Hakuna Matata ou Le Roi lion 1½ au Québec et en Belgique (The Lion King 1½) est le 86e long-métrage d'animation des studios Disney, sorti directement en vidéo en 2004.
L'action du film se déroule à la fois avant et en parallèle à celle du Roi lion (1994), faisant de lui un préquel et un  midquel. Un deuxième volet était déjà sorti directement en vidéo en 1998 : Le Roi lion 2 : L'Honneur de la tribu.

## Synopsis
Installés dans une salle de cinéma, Timon et Pumbaa se repassent l'histoire du Roi lion et décident de la raconter à leur manière.
Le film, entrecoupé par les nombreux retours hors-écran et commentaires des deux compères, permet de découvrir certaines scènes du Roi lion sous un autre angle, Timon et Pumbaa semblant présents en arrière-plan de nombreuses scènes du premier film, même si cela n'est pas toujours cohérent avec le déroulement de l'histoire. Il raconte également « l'histoire avant l'histoire », comme la jeunesse de Timon et sa rencontre avec Pumbaa.

## Fiche technique
- Titre original : The Lion King 1½
- Titre français : Le Roi lion 3 : Hakuna Matata
- Réalisation : Bradley Raymond assisté de Ryan O'Loughlin
- Scénario : Tom Rogers
- Conception graphique :
  - Direction artistique : James Gallego
  - Décors : Dennis Greco
- Montage : Joyce Arrastia
- Musique : Don Harper
- Production : George Mendoza (déléguée)
- Société de production : DisneyToon Studios, Walt Disney Pictures
- Société de distribution : Buena Vista Home Entertainment
- Langue : anglais
- Format : Couleurs - 1,66:1 - Dolby Digital
- Durée : 78 minutes
- Dates de sortie :
  - États-Unis : 10 février 2004
  - France : 17 mars 2004

Note : La liste des « crédités » au générique étant trop longue pour être citée in extenso ici, nous n'avons repris que les principaux contributeurs.

## Distribution

### Voix originales
- Nathan Lane : Timon
- Ernie Sabella : Pumbaa
- Matthew Broderick : Simba
- Matt Weinberg : Simba enfant
- Moira Kelly : Nala
- Jerry Stiller : Oncle Max
- Julie Kavner : Mère de Timon
- Robert Guillaume : Rafiki
- Edward Hibbert : Zazu
- Whoopi Goldberg : Shenzi
- Cheech Marin : Banzai
- Jim Cummings : Ed
- Jason Rudofsky : Flinchy
- Tony Anselmo : Donald Duck
- Bill Farmer : Dingo
- Carolyn Gardner : Blanche-Neige
- Corey Burton : Grincheux / Voix additionnelles
- Bob Joles : Atchoum
- Kevin Schon : Joyeux / Voix additionnelles
- Chris Sanders : Stitch
- Blayne Weaver : Peter Pan
- Shaun Fleming : The Lost Boys (Garçons perdus) / Voix additionnelles

### Voix françaises
- Jean-Philippe Puymartin : Timon
- Michel Elias : Pumbaa
- Emmanuel Curtil : Simba
- Mathias Mella : Simba enfant
- Sybille Tureau : Nala
- Philippe Catoire : Oncle Max
- Françoise Vatel : Mère de Timon
- Med Hondo : Rafiki
- Michel Prud'homme : Zazu
- Maïk Darah : Shenzi
- Michel Mella : Banzaï
- Mario Filio : Ed
- Alexandre Sterling : Flinchy
- Yamin Dib : Soliste (Le lion s'endort ce soir)
- Morganne et Michal de Star Academy 3 : Solistes (Can You Feel the Love Tonight)
- Valérie Siclay : Blanche-Neige (silhouette)
- Emmanuel Garijo : Stitch (silhouette)
- Sylvain Caruso : Donald Duck (silhouette)
- Gérard Rinaldi : Dingo et Grincheux (silhouette)

## Chansons du film
- Creuse un tunnel (Digga Tunnah) - Suricates
- Ce que je veux (That's All I Need) - Timon
- Le lion s'endort ce soir (The Lion Sleeps Tonight) - Soliste et chœurs
- Soleil levant, soleil couchant (Grazing in the Grass) - Timon, Pumbaa et chœurs
- Creuse un tunnel (Reprise) - Suricates

## Sorties vidéo
- France : 17 mars 2004

## Autour du film
- Il est à noter que le film reprend certains éléments du double-épisode Une paire de compères de la série Timon et Pumbaa, qui traitait aussi de l'origine du duo. On y retrouve ainsi l'idée que Timon vivait auparavant dans une colonie de suricates (même si les dessinateurs y donnent un style plus anthropomorphique, dans la ligne « cartoon » de la série) y occupant aussi une fonction de sentinelle à l'entrée, et se faisant bannir pour une faute d'inattention.
- Ce film contient des parodies musicales des œuvres suivantes : 
  - Un violon sur le toit de Jerry Bock et Sheldon Harnick ;
  - Le Bon, la Brute et le Truand d'Ennio Morricone : la scène du duel de gobage d'escargot ;
  - Peter Gunn  d'Henry Mancini : les tentatives de sabotage de l'amour naissant entre Simba et Nala ;
  - La Danse du sabre d'Aram Khatchatourian ;
  - It's a Small World des Frères Sherman : chantée par Timon pendant la pause toilettes de Pumbaa ;
  - Le Galop d'Orphée aux Enfers de Jacques Offenbach et la Chevauchée des Walkyries de Richard Wagner : la course "au ralenti" de Pumbaa, qui parodie celle de Simba dans le premier film qui constitue le véritable hommage.
- La scène où Timon et Pumbaa crient nez à nez lors de leur première rencontre est un clin d'œil au film E.T., l'extra-terrestre.
- La scène de karaoké de Timon et Pumbaa est un clin d'œil à la scène du spaghetti de La Belle et le Clochard avec un ver de terre à la place du spaghetti.
- On peut apercevoir, dans la dernière scène, les silhouettes de nombreux personnages Disney parmi lesquels Blanche-Neige et les sept nains, Peter Pan, la fée Clochette et les Garçons perdus, Stitch, Mickey, Dingo et Donald, Dumbo, le Lièvre de mars et le Chapelier toqué de Alice au pays des merveilles, Boniface de Mélodie du Sud, Coco Lapin de Les Aventures de Winnie l'ourson,  Aladdin, Jasmine, le Tapis Volant et le Génie de Aladdin, Belle, la Bête, madame Samovar et Zip de La Belle et la Bête, la Belle et le Clochard, Pocahontas, Quasimodo et les gargouilles du Bossu de Notre-Dame, Tok de Tarzan, les fées-marraines de La Belle au bois dormant, Baloo et Mowgli du Livre de la jungle, Mulan. Il s'agit de la scène, en seconde position avec celle du film Ralph 2.0 (2018), avec le nombre de caméos de personnages Disney le plus important et d'ailleurs la seule de l'histoire Disney (hors des épisodes de la série Disney's tous en boite où l'apparition des personnages sont normaux à chaque épisodes)
- C'est le dernier film du Roi Lion, où Jean-Philippe Puymartin double Timon. Dans ses apparitions récentes (exemple : Kingdom Hearts), le personnage est doublé par Mark Lesser. Toutefois, il reprit le rôle pour La Garde du Roi Lion en 2016.
- Le film contient 20 Hidden Mickey. Une rubrique des bonus est dédiée à cette recherche en demandant au spectateur d'appuyer sur le bouton Enter de la télécommande quand il repère un Hidden Mickey.
- On apprend durant ce film plusieurs anecdotes amusantes concernant certaines actions du duo ayant en réalité agi sur des scènes du premier film. Ainsi, lorsque le duo traversent l'attroupement d'animaux lors de la scène où Rafiki lève en l'air Simba, se situant au début du premier film, Timon finit par tirer sur la queue de Pumbaa qui lâche un pet qui assomme littéralement les animaux autour d'eux, incitant les autres à faire la révérence ; on apprend aussi que les animaux à la fin de la chanson Je voudrais déjà être roi tombaient à cause de Timon réveillé par la musique et tapant sur le pied d'un des éléphants, détruisant au passage sa nouvelle maison ; et que la fin de la chanson L'amour brille sous les étoiles où Simba et Nala roulaient d'une pente était dû au duo avec une corde, voulant en réalité briser leur amour au nom de leur amitié, qui les envoie ensuite dans un arbre délogeant des dizaines de papillons tombant sur le couple, cette scène explique leur présence à la fin de la chanson et donne une autre vision de leurs pleurs à la fin.

## Titre en différentes langues
- Albanais : Mbreti luan 3 Hakuna Matata
- Allemand : Der König der Löwen 3 – Hakuna Matata
- Anglais : The Lion King 1½
- Arabe : الأسد الملك 3: هاكونا ماتاتا (Āl-ʾased āl-mālik 3: Hākwnā Mātātā)
- Bulgare : Цар лъв 3: Хакуна матата (Car lăv 3: Hakuna matata)
- Chinois : 狮子王3：Hakuna Matata (Shīzi Wáng 3：Hakuna Matata)
- Coréen : 라이온 킹 1½ (Raion King 1½)
- Danois : Løvernes Konge 3: Hakuna Matata
- Espagnol : El rey león III
- Espéranto : La Leona Reĝo 1½
- Grec : Ο Βασιλιάς των Λιονταριών 3 Χακούνα Ματάτα (O Vasiliás ton Liondarión 3 Khakúna Matáta : « Le Roi des lions 3 Hakuna Matata »)
- Hébreu : מלך האריות 3: האקונה מאטאטה (Malakh Haryot 3: Haqona Matata)
- Italien : Il Re leone 3: Hakuna Matata
- Japonais : ライオン・キング3 ハクナ・マタタ (Raion・Kingu3 Hakuna・Matata)
- Néerlandais : De Leeuwenkoning III
- Polonais : Król Lew 3: Hakuna Matata
- Portugais : O Rei Leão 3 - Hakuna Matata
- Russe : Король-лев 3: Хакуна матата (Korol’-lev 3: Khakouna matata)
- Suédois : Lejonkungen 3 - Hakuna Matata
- Turc : Aslan Kral 3 - Hakuna Matata